# Irving Sidney Dix
Irving Sidney Dix (ur. 1880, zm. 1948) – amerykański polityk i poeta.

## Życiorys
Irving Sidney Dix urodził się w miejscowości Shehawken w Wayne County w stanie Pensylwania 19 sierpnia 1880. Ukończył Carbondale High School i Hotchkiss School w Lakeville. W czasie I wojny światowej służył w formacjach Pennsylvania Reserve Militia. Był wydawcą The Wayne County Citizen. Był członkiem Wayne County Republican Committee. Czterokrotnie był wybierany do Pennsylvania House of Representatives. Zmarł podczas pełnienia obowiązków 20 listopada 1948. Został pochowany na Shehawken Cemetery I w Preston Township w Wayne County.

## Twórczość
Irving Sidney Dix wydał cztery tomiki poetyckie, The Comet and Other Verses (1910), The Calendar and Other Verses (1913), Poems of Pennsylvania and Other Verses (1943) i The Quiet Life and Other Verses (1945).